# The Jesus Scroll
The Jesus Scroll è un best seller pubblicato per la prima volta nel 1972 e scritto dall'autore australiano Donovan Joyce. Un precursore di alcune delle idee successivamente approfondite nel libro Il codice da Vinci.
Nel libro di Joyce si afferma che Gesù morì in realtà nell'anno 80 d.C. a Masada in Israele durante l'assedio dei Romani a quella fortezza.
Joyce, un giornalista australiano, dichiarò di aver visto una pergamena rubata dagli scavi di Masada. Scrisse che si trattava di una di 15 pergamene scoperte durante gli scavi in quella località. Nel suo libro egli afferma che la pergamena autobiografica rubata era firmata Yeshua ben Ya'akob ben Gennesareth, descrivendo se stesso come un ottantenne e aggiungendo di essere l'ultimo dei legittimi re d'Israele.
Il nome, tradotto in italiano divenne Gesù di Genezaret, figlio di Giacobbe. Joyce identifica l'autore con Gesù di Nazaret. Il libro afferma inoltre che Gesù sopravvisse alla crocefissione, fu presente durante l'assedio di Masada da parte dei Romani nel corso della Prima Guerra Giudaica del 66-74 d.C., e che aveva sposato Maria Maddalena e avuto con lei una figlia.
Joyce afferma di aver tentato di visitare Masada nel 1964 durante gli scavi archeologici ma ne fu impedito da Yigael Yadin. Joyce dichiarò inoltre che un archeologo anonimo e corrotto gli chiese di contrabbandare la Pergamena di Gesù (Jesus Scroll), che era stata scoperta durante gli scavi, fuori da Israele. Joyce dice nel suo libro che la pergamena gli fu sequestrata all'aeroporto di Tel Aviv da personale della Sicurezza Israeliana e che probabilmente scomparve nell'Archivio Segreto Vaticano.
Joyce propose teorie controverse concernenti la storicità di Gesù che provocarono lo sdegno di molti Cristiani; Joyce ricevette numerose minacce di morte.